# Bellator 222
Bellator 222: MacDonald vs. Gracie è stato un evento di arti marziali miste tenuto dalla Bellator MMA il 14 giugno 2019 alla Wembley Arena di New York negli Stati Uniti.

## Risultati
|                                        | Divisione              |                    |           |                      | Metodo                                      | Round     | Tempo     | Premio    |
| Main Card                              | Main Card              | Main Card          | Main Card | Main Card            | Main Card                                   | Main Card | Main Card | Main Card |
| -------------------------------------- | ---------------------- | ------------------ | --------- | -------------------- | ------------------------------------------- | --------- | --------- | --------- |
| Sfida valida per il titolo di campione | Pesi welter            | Rory MacDonald (c) | batte     | Neiman Gracie        | Decisione unanime (49–46, 48–47, 48–47)     | 5         | 5:00      | [ 1 ]     |
|                                        | Pesi mediomassimi      | Lyoto Machida      | batte     | Chael Sonnen         | KO tecnico (ginocchiata in salto e pugni)   | 2         | 0:22      |           |
|                                        | Catchweight (175 lbs.) | Dillon Danis       | batte     | Max Humphrey         | Sottomissione (armbar)                      | 1         | 4:28      |           |
|                                        | Pesi gallo             | Patrick Mix        | batte     | Ricky Bandejas       | Sottomissione (rear-naked choke)            | 1         | 1:06      |           |
|                                        | Pesi piuma             | Juan Archuleta     | batte     | Eduardo Dantas       | KO (pugni)                                  | 2         | 4:59      |           |
| Sfida valida per il titolo di campione | Pesi gallo             | Kyoji Horiguchi    | batte     | Darrion Caldwell (c) | Decisione unanime (48–47, 49–46, 49–46)     | 5         | 5:00      |           |
| Card Preliminare                       |                        |                    |           |                      |                                             |           |           |           |
|                                        | Pesi mosca             | Brandon Polcare    | batte     | Brandon Medina       | Sottomissione (guillotine choke)            | 1         | 4:33      |           |
|                                        | Catchweight (165 lbs.) | Kastriot Xhema     | batte     | Whitney Francois     | KO tecnico (pugni)                          | 2         | 3:17      |           |
|                                        | Pesi piuma             | John Beneduce      | batte     | Kenny Rivera         | Decisione unanime (30–26, 30–27, 30–27)     | 3         | 5:00      |           |
|                                        | Catchweight (128 lbs.) | Taylor Turner      | batte     | Heather Hardy        | KO tecnico (pugni)                          | 1         | 3:53      |           |
|                                        | Pesi piuma             | Ádám Borics        | batte     | Aaron Pico           | KO (ginocchiata in salto e pugni)           | 2         | 3:55      |           |
|                                        | Pesi mosca femminili   | Valerie Loureda    | batte     | Larkyn Dasch         | Decisione unanime (29–28, 30–27, 30–27)     | 3         | 5:00      |           |
|                                        | Catchweight (112 lbs.) | Lindsey VanZandt   | batte     | Rena Kubota          | Sottomissione tecnica (rear-naked choke)    | 1         | 4:04      |           |
|                                        | Catchweight (180 lbs.) | Haim Gozali        | batte     | Gustavo Wurlitzer    | Sottomissione (triangle choke)              | 1         | 4:02      |           |
|                                        | Pesi gallo             | Mike Kimbel        | batte     | Sebastian Ruiz       | Decisione non unanime (28–29, 30–27, 30–27) | 3         | 5:00      |           |
|                                        | Pesi welter            | Robson Gracie Jr.  | batte     | Oscar Vera           | Sottomissione (armbar)                      | 1         | 3:15      |           |
|                                        | Pesi leggeri           | Marcus Surin       | batte     | Nekruz Mirkhojaev    | Decisione unanime (30–27, 29–27, 29–27)     | 3         | 5:00      |           |
|                                        | Pesi medi              | Phil Hawes         | batte     | Michael Wilcox       | KO tecnico (stop medico)                    | 1         | 5:00      |           |